# Uladzislau Hancharou
Uladzislau Hancharou (en bielorruso: Уладзіслаў Ганчароў, en ruso: Владислав Гончаров: Владислав Гончаров; Vitebsk, 2 de diciembre de 1995) es un gimnasta bielorruso de trampolín. Hancharou ganó la medalla de oro en los Juegos Olímpicos de Río de Janeiro 2016 en la prueba de trampolín individual masculino.

## Carrera
Hancharou empezó a entrenar trampolín a los seis años. Hizo su debut sénior en 2012 y ganó una medalla de oro en la Copa Mundial de Trampolín en Sofía. Hancharou compitió por primera vez en los campeonatos mundiales de trampolín en 2013 en Sofía, Bulgaria.
En 2014, Hancharou empezó a entrar en el podio de las Copas Mundiales. En el Campeonato Europeo de 2014 ganó el oro en individual y bronce en equipo. En el Campeonato Mundial de 2014, realizado en Daytona Beach, Estados Unidos, ganó bronce en individual y plata en sincronizado.
Hancharou ganó medallas de plata en individual y en sincronizado en los Juegos Europeos de 2015 realizados en Bakú, Azerbaiyán. En el Campeonato Mundial de 2015, obtuvo medalla de plata en individual y en sincronizado y bronce en equipo.